# Liste der Fregatten der United States Navy
Liste der Fregatten der US Navy

## Lenkwaffen-Fregatten (FFG)

### Außer Dienst

#### Oliver-Hazard-Perry-Klasse
| Nach Rumpfnummer | Nach Name |
| --- | --- |
| - Oliver Hazard Perry (FFG-7) - McInerney (FFG-8) - Wadsworth (FFG-9)) - Duncan (FFG-10) - Clark (FFG-11) - George Philip (FFG-12) - Samuel Eliot Morison (FFG-13) - Sides (FFG-14) - Estocin (FFG-15) - Clifton Sprague (FFG-16) - John A. Moore (FFG-19) - Antrim (FFG-20) - Flatley (FFG-21) - Fahrion (FFG-22) - Lewis B. Puller (FFG-23) - Jack Williams (FFG-24) - Copeland (FFG-25) - Gallery (FFG-26) - Mahlon S. Tisdale (FFG-27) - Boone (FFG-28) - Stephen W. Groves (FFG-29) - Reid (FFG-30) - Stark (FFG-31) - John L. Hall (FFG-32) - Jarrett (FFG-33) - Aubrey Fitch (FFG-34) - Underwood (FFG-36) - Crommelin (FFG-37) - Curts (FFG-38) - Doyle (FFG-39) - Halyburton (FFG-40) - McClusky (FFG-41) - Klakring (FFG-42) - Thach (FFG-43) - De Wert (FFG-45) - Rentz (FFG-46) - Nicholas (FFG-47) - Vandegrift (FFG-48) - Robert G. Bradley (FFG-49) - Taylor (FFG-50) - Gary (FFG-51) - Carr (FFG-52) - Hawes (FFG-53) - Ford (FFG-54) - Elrod (FFG-55) - Simpson (FFG-56) - Reuben James (FFG-57) - Samuel B. Roberts (FFG-58) - Kauffman (FFG-59) - Rodney M. Davis (FFG-60) - Ingraham (FFG-61) | - Antrim (FFG-20) - Aubrey Fitch (FFG-34) - Boone (FFG-28) - Carr (FFG-52) - Clark (FFG-11) - Clifton Sprague (FFG-16) - Copeland (FFG-25) - Crommelin (FFG-37) - Curts (FFG-38) - De Wert (FFG-45) - Doyle (FFG-39) - Duncan (FFG-10) - Elrod (FFG-55) - Estocin (FFG-15) - Fahrion (FFG-22) - Flatley (FFG-21) - Ford (FFG-54) - Gallery (FFG-26) - Gary (FFG-51) - George Philip (FFG-12) - Halyburton (FFG-40) - Hawes (FFG-53) - Ingraham (FFG-61) - Jack Williams (FFG-24) - Jarrett (FFG-33) - John L. Hall (FFG-32) - John A. Moore (FFG-19) - Kauffman (FFG-59) - Klakring (FFG-42) - McClusky (FFG-41) - McInerney (FFG-8) - Lewis B. Puller (FFG-23) - Mahlon S. Tisdale (FFG-27) - Nicholas (FFG-47) - Oliver Hazard Perry (FFG-7) - Reid (FFG-30) - Rentz (FFG-46) - Reuben James (FFG-57) - Robert G. Bradley (FFG-49) - Rodney M. Davis (FFG-60) - Samuel B. Roberts (FFG-58) - Samuel Eliot Morison (FFG-13) - Sides (FFG-14) - Simpson (FFG-56) - Stark (FFG-31) - Stephen W. Groves (FFG-29) - Taylor (FFG-50) - Thach (FFG-43) - Underwood (FFG-36) - Vandegrift (FFG-48) - Wadsworth (FFG-9)) |

#### Brooke-Klasse
| Nach Rumpfnummer | Nach Name |
| --- | --- |
| - USS Brooke (FFG-1) - USS Ramsey (FFG-2) - USS Schofield (FFG-3) - USS Talbot (FFG-4) - USS Richard L. Page (FFG-5) - USS Julius A. Furer (FFG-6) | - USS Brooke (FFG-1) - USS Julius A. Furer (FFG-6) - USS Ramsey (FFG-2) - USS Richard L. Page (FFG-5) - USS Schofield (FFG-3) - USS Talbot (FFG-4) |

## Fregatten (FF)

### Außer Dienst

#### Knox-Klasse
| Nach Rumpfnummer | Nach Name |
| --- | --- |
| - Knox (FF-1052) - Roark (FF-1053) - Gray (FF-1054) - Hepburn (FF-1055) - Connole (FF-1056) - Rathburne (FF-1057) - Meyerkord (FF-1058) - W. S. Sims (FF-1059) - Lang (FF-1060) - Patterson (FF-1061) - Whipple (FF-1062) - Reasoner (FF-1063) - Lockwood (FF-1064) - Stein (FF-1065) - Marvin Shields (FF-1066) - Francis Hammond (FF-1067) - Vreeland (FF-1068) - Bagley (FF-1069) - Downes (FF-1070) - Badger (FF-1071) - Blakely (FF-1072) - Robert E. Peary (FF-1073) - Harold E. Holt (FF-1074) - Trippe (FF-1075) - Fanning (FF-1076) - Ouellet (FF-1077) - Joseph Hewes (FF-1078) - Bowen (FF-1079) - Paul (FF-1080) - Aylwin (FF-1081) - Elmer Montgomery (FF-1082) - Cook (FF-1083) - McCandless (FF-1084) - Donald B. Beary (FF-1085) - Brewton (FF-1086) - Kirk (FF-1087) - Barbey (FF-1088) - Jesse L. Brown (FF-1089) - Ainsworth (FF-1090) - Miller (FF-1091) - Thomas C. Hart (FF-1092) - Capodanno (FF-1093) - Pharris (FF-1094) - Truett (FF-1095) - Valdez (FF-1096) - Moinester (FF-1097) | - Ainsworth (FF-1090) - Aylwin (FF-1081) - Badger (FF-1071) - Bagley (FF-1069) - Barbey (FF-1088) - Blakely (FF-1072) - Bowen (FF-1079) - Brewton (FF-1086) - Capodanno (FF-1093) - Connole (FF-1056) - Cook (FF-1083) - Donald B. Beary (FF-1085) - Downes (FF-1070) - Elmer Montgomery (FF-1082) - Fanning (FF-1076) - Francis Hammond (FF-1067) - Gray (FF-1054) - Harold E. Holt (FF-1074) - Hepburn (FF-1055) - Jesse L. Brown (FF-1089) - Joseph Hewes (FF-1078) - Kirk (FF-1087) - Knox (FF-1052) - Lang (FF-1060) - Lockwood (FF-1064) - McCandless (FF-1084) - Marvin Shields (FF-1066) - Meyerkord (FF-1058) - Miller (FF-1091) - Moinester (FF-1097) - Ouellet (FF-1077) - Patterson (FF-1061) - Paul (FF-1080) - Pharris (FF-1094) - Rathburne (FF-1057) - Reasoner (FF-1063) - Roark (FF-1053) - Robert E. Peary (FF-1073) - Stein (FF-1065) - Thomas C. Hart (FF-1092) - Trippe (FF-1075) - Truett (FF-1095) - Valdez (FF-1096) - Vreeland (FF-1068) - Whipple (FF-1062) - W. S. Sims (FF-1059) |

#### Garcia-Klasse
| Nach Rumpfnummer | Nach Name |
| --- | --- |
| - Garcia (FF-1040) - Bradley (FF-1041) - Edward McDonnell (FF-1043) - Brumby (FF-1044) - Davidson (FF-1045) - Voge (FF-1047) - Sample (FF-1048) - Koelsch (FF-1049) - Albert David (FF-1050) - O’Callahan (FF-1051) - Glover (FF-1098) | - Albert David (FF-1050) - Bradley (FF-1041) - Brumby (FF-1044) - Davidson (FF-1045) - Edward McDonnell (FF-1043) - Garcia (FF-1040) - Glover (FF-1098) - Koelsch (FF-1049) - O’Callahan (FF-1051) - Sample (FF-1048) - Voge (FF-1047) |

#### Bronstein-Klasse
| Nach Rumpfnummer                                 | Nach Name                                        |
| ------------------------------------------------ | ------------------------------------------------ |
| - USS Bronstein (FF-1037) - USS McCloy (FF-1038) | - USS Bronstein (FF-1037) - USS McCloy (FF-1038) |